# Bernard Halpern
Bernard Naftali Halpern (* 2. November 1904 in Tarnoruda, Gouvernement Podolien, Russisches Kaiserreich (heute Ukraine); † 23. September 1978 in Paris) war ein französischer Immunologe und Pharmakologe. Er stellte 1942 das erste brauchbare Antihistaminikum (Antergan) dar.
Halpern stammte aus einer jüdischen Familie, die 1915 vom Zarenregime nach Sibirien verbannt wurde und nach der russischen Revolution 1917 in die Ukraine zurückkehrte. Von dort floh Halpern nach einem Kosakenangriff auf sein Dorf mit 16 Jahren nach Polen und 1926 nach Frankreich, wo er in Nancy und ab 1928 in Paris Medizin studierte. Schon als Student wandte er sich als freiwillige Hilfskraft im Labor von Jean Gautrelet an der École pratique des hautes études (EPHE) der experimentellen Biologie zu, 1931 bekam er dort eine Stelle als préparateur (wissenschaftlicher Assistent). 1936 wurde er zum Doktor der Medizin promoviert.
Da er aber noch nicht lange französischer Staatsbürger war, war ihm zunächst eine akademische Karriere verwehrt und er ging in die Industrie zum Chemiekonzern Rhône-Poulenc. Dort befasste er sich unter anderem mit der Entwicklung von Antihistaminika zur Behandlung von Allergien, die zuerst vom Nobelpreisträger Daniel Bovet, Ernest Fourneau und Anne-Marie Staub vom Institut Pasteur 1933 entdeckt wurden. Nach der deutschen Besetzung ging er in den unbesetzten Teil Frankreichs und arbeitete als Allgemeinmediziner in einem Dorf der Ardèche, bis ihm dies durch das Vichy-Regime untersagt wurde. Er arbeitete danach ab 1942 wieder bei Rhone Poulenc in Lyon, wo er während des Krieges das erste Antihistaminikum, das therapeutisch eingesetzt wurde, entwickelte (Phenbenzamin, genannt Antergan bzw. Phénergan). Es stammte aus der Gruppe der Ethylendiamine. Da dies die Aufmerksamkeit der deutschen Besatzer auf sich zog, ging er vorübergehend in die Schweiz. 
Er blieb bis 1945 bei Rhone-Poulenc und ging anschließend als Maître de recherche des Centre national de la recherche scientifique (CNRS) ans Labor für Immunologie von Louis Pasteur Vallery-Radot am Hôpital Broussais in Paris. Ab 1948 war er Directeur de recherche (Forschungsdirektor) des CNRS. Am Hôpital Broussais gründete Halpern 1955 das Zentrum für allergische und immunologische Forschungen der Association Claude-Bernard/Institut national d’hygiène, aus dem später das Institut national de la santé et de la recherche médicale (Inserm) hervorging. Halpern wurde 1959 zum Directeur d'études (entspricht etwa einem Professor) an der École pratique des hautes études (EPHE) gewählt, wo er bis 1976 das Labor für allergische und immunologische Forschungen leitete. Von 1967 bis 1976 war er Präsident der III. Sektion (Bio- und Geowissenschaften) der EPHE. Zusätzlich hatte er von 1961 bis 1975 den Lehrstuhl für experimentelle Medizin am Collège de France inne (als Nachfolger Claude Bernards).
1964 wurde er Mitglied der Académie des sciences, und er war ab 1976 Mitglied der Académie nationale de médecine. 1971 erhielt er die Goldmedaille des CNRS. 1974 wurde er zum Kommandeur im Orden der Ehrenlegion ernannt. Am College de France sind Symposien in Immunologie nach ihm benannt und ein Preis.